# IC 803
IC 803 је галаксија у сазвјежђу Береникина коса која се налази на листи објеката дубоког неба у Индекс каталогу.
Деклинација објекта је + 16° 35' 20" а ректасцензија 12h 39m 36,6s. Привидна величина (магнитуда) објекта IC 803 износи 15,1 а фотографска магнитуда 15,9. IC 803 је још познат и под ознакама MCG 3-32-80, CGCG 99-105, VV 564, ARP 149, IRAS 12371+1651, PGC 42367.